# Rynias (polana)

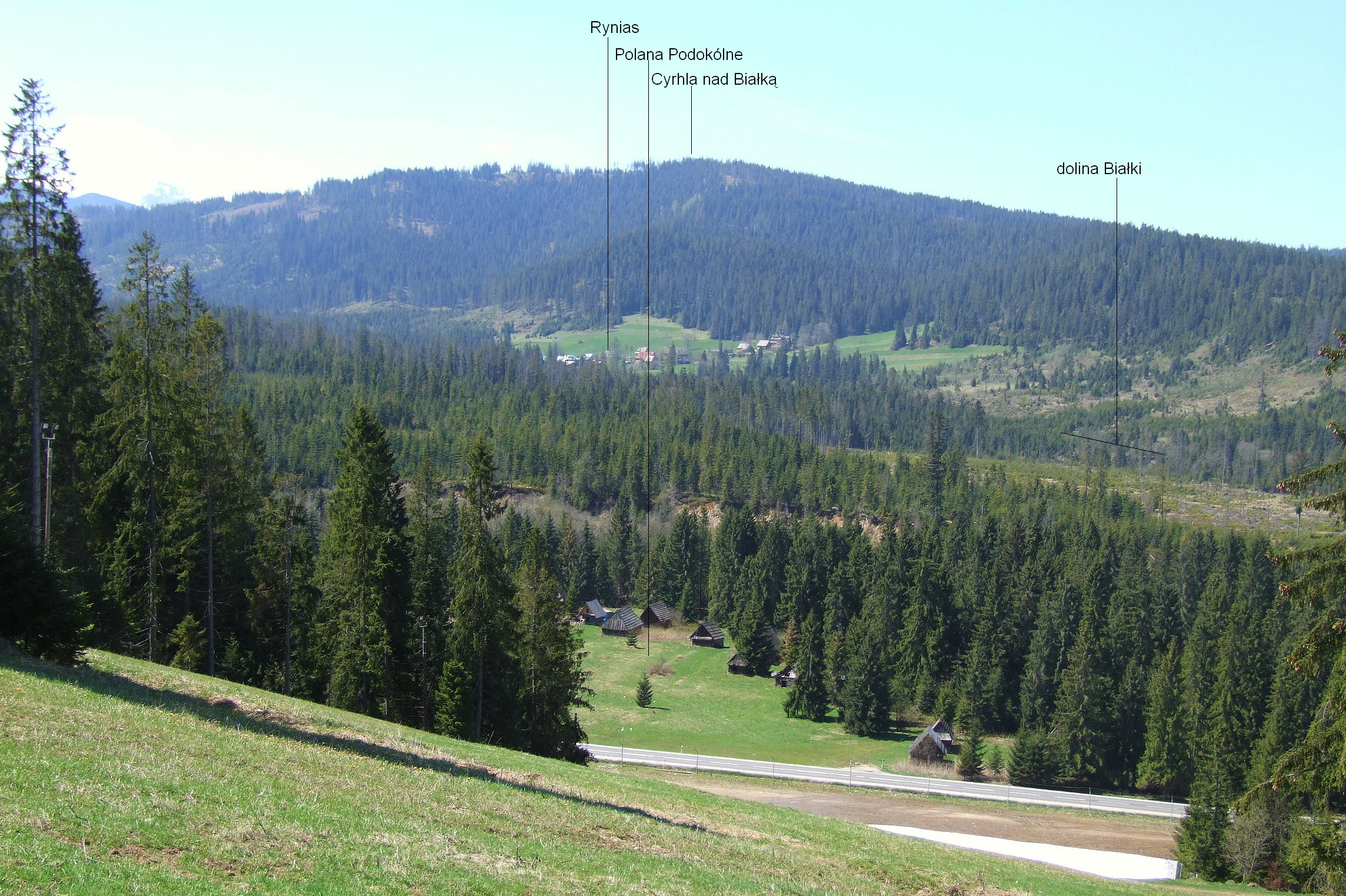
Widok na polanę Rynias ze stoków narciarskich Jurgowa

Rynias – polana w woj. małopolskim, w pow. tatrzańskim w gminie Bukowina Tatrzańska. 
Położona na północno-wschodnim grzbiecie Cyrlhli nad Białką opadającym do doliny Białki, na wysokości 830–900 m n.p.m. Przez polanę spływa niewielki strumyk uchodzący do Białki i znajduje się tutaj kilka zabudowań. M.in. jest tutaj należący do redemptorystów Ośrodek rekolekcyjny Scala dla około 30 osób i kaplica Matki Bożej z Gór. Na środku polany w budynku pochodzącym z XIX w. znajduje się kaplica, w której odbywają się rekolekcje. Z polany roztaczają się widoki na słowackie Tatry Bielskie i Tatry Wysokie.